# Carretera y manta
Carretera y manta és una pel·lícula espanyola de comèdia d'estil "road movie" dirigida el 2000 per Alfonso Arandia i protagonitzada per Carmen Maura i Eduardo Noriega.

## Argument
Luis és un executiu hipocondríac que viatja amb la seva xicota Marta, que és metgessa avorrida i insatisfeta. Ambdós són segrestats per una parella, Concha i Félix, que volen passar a França amb cotxe. Concha, una simple cuinera, ha convençut el seu marit Félix, que es troba de permís penitenciari, de fugir per marxar al Brasil i muntar-hi un restaurant.

## Repartiment
- Carmen Maura - Concha
- Eduardo Noriega - Luis
- Natalia Verbeke - Marta
- Jordi Bosch - Félix
- Ramón Barea - Mikel
- Joseba Apaolaza - Policia Municipal
- Anartz Zuazua - Gasoliner

## Recepció
Malgrat no assolir gaire èxit en públic i crítica Carmen Maura va obtenir el Fotogramas de Plata a la millor actriu de cinema de 2000 i Noriega fou nominat al Fotogramas de Plata al millor actor de cinema.